# Calvitero
El Calvitero o El Torreón del Calvitero és una muntanya a l'oest d'Espanya entre les províncies de Cáceres (Extremadura), Àvila i Salamanca (Castella i Lleó). Constitueix la muntanya més alta d'Extremadura. Forma part de la Sierra de Béjar (o de Candelario), al sistema Central. Està constituïda per roques granítiques elevades per l'orogènia alpina durant l'era terciària.